# Сисилија (Кентаки)
Сисилија (енгл. Cecilia) насељено је место без административног статуса у америчкој савезној држави Кентаки.

## Демографија
По попису из 2010. године број становника је 572.
| Група             | 2000.    | 2010.       |
| Белци             | 0 (0,0%) | 533 (93,2%) |
| Афроамериканци    | 0 (0,0%) | 21 (3,7%)   |
| Азијати           | 0 (0,0%) | 1 (0,2%)    |
| Хиспаноамериканци | 0 (0,0%) | 7 (1,2%)    |
| Укупно            | 0        | 572         |